# Złoto Alaski (film)
Złoto Alaski (org. North to Alaska) – amerykański western komediowy z 1960 roku.

## Fabuła
Sam McCord i George Pratt odkrywają w Nome na Alasce ogromną żyłę złota. Postanawiają rozpocząć eksploatację. Sam wyrusza do Seattle po urządzenia do kopania. Ma też, przy okazji, przywieźć narzeczoną George’a, Jenny. Na miejscu okazuje się, że Jenny ma już innego mężczyznę. W tej sytuacji poszukiwacz złota zabiera ze sobą poznaną w domu uciech atrakcyjną Angel, uznając, że będzie ona idealną pocieszycielką dla zranionego przyjaciela. Oboje wyruszają w podróż na Alaskę.

## Obsada
- John Wayne: Sam McCord
- Stewart Granger: George Pratt
- Ernie Kovacs: Frankie Canon
- Fabian: Billy Pratt
- Capucine: Michelle ('Angel')
- Mickey Shaughnessy: Peter Boggs
- Karl Swenson: Lars Nordqvist
- Joe Sawyer: Komisarz ziemi
- Kathleen Freeman: Lena Nordqvist
- John Qualen: Logger